# Cabezón de la Sierra
Cabezón de la Sierra település Spanyolországban, Burgos tartományban. Cabezón de la Sierra Pinilla de los Barruecos, Hacinas, Castrillo de la Reina, Moncalvillo, Rabanera del Pinar és La Gallega községekkel határos. Lakosainak száma 36 fő (2024).

## Népesség
A település népessége az utóbbi években az alábbiak szerint változott:
| Lakosok száma | 75   | 67   | 56   | 59   | 58   | 48   | 62   | 40   | 40   | 36   |
|               | 2001 | 2004 | 2006 | 2009 | 2011 | 2014 | 2016 | 2019 | 2021 | 2024 |